# Список умерших в 1961 году
В этой статье представлен список известных людей, умерших в 1961 году.
- См. также: Категория:Умершие в 1961 году

## Январь
- 1 января — Шалва Кохреидзе (59) — паровозный машинист депо Тбилиси Закавказской железной дороги.
- 5 января — Иегуда Магидович — израильский архитектор.
- 6 января — Константин (Богачевский) (76) — епископ Украинской грекокатолической церкви.
- 9 января — Иван Лежепёков — председатель колхоза «Путь к рассвету» Кромского района Орловской области, Герой Социалистического Труда.
- 9 января — Дмитрий Ракшин (47) — Герой Советского Союза.
- 12 января — Иван Бирченко (48) — майор Советской Армии, участник советско-японской войны, Герой Советского Союза.
- 13 января — Георгий Зайцев (65) — советский военачальник, генерал-майор.
- 14 января — Иосиф (Орехов) — епископ Русской православной церкви, митрополит Воронежский и Липецкий.
- 17 января — Патрис Лумумба (35) — конголезский политический и общественный деятель левонационалистического толка, первый премьер-министр Демократической Республики Конго после провозглашения её независимости в июне 1960, национальный герой Заира, поэт и один из символов борьбы народов Африки за независимость; убит.
- 17 января — Жамбыл Тулаев (55) — Герой Советского Союза.
- 26 января — Павел Семак (47) — полковник Советской Армии, участник Великой Отечественной войны, Герой Советского Союза.
- 27 января — Вениамин Вейц (56) — советский энергетик, член-корреспондент АН СССР.
- 29 января — Иван Распопов (43) — советский военный. Участник Великой Отечественной войны. Герой Советского Союза.
- 30 января — Дороти Томпсон (67) — американская журналистка, одна из двух влиятельнейших женщин страны по версии журнала «Time» (вместе с Элеонорой Рузвельт), жена писателя Синклера Льюиса (развелись в 1942).

## Февраль
- 1 февраля — Филипп Воронин (77) — украинский советский деятель, революционер, большевик, участник гражданской войны.
- 1 февраля — Макс Зимон (62) — группенфюрер СС и генерал-лейтенант войск СС.
- 1 февраля — Пётр Плешков (56) — Герой Советского Союза.
- 2 февраля — Иосиф Орбели (73) — армянский и русский востоковед и общественный деятель, академик АН СССР.
- 3 февраля — Мария Марич (67) — русская советская писательница.
- 3 февраля — Уильям Шепард Моррисон (67) — британский государственный деятель, генерал-губернатор Австралии (1960—1961).
- 4 февраля — Георгий Исаков (64) — командир 68-й гвардейской стрелковой дивизии 40-й армии Воронежского фронта, гвардии генерал-майор.
- 4 февраля — Каарель Отс (78) — эстонский оперный певец.
- 5 февраля — Николай Вовченко (45) — Герой Социалистического Труда.
- 9 февраля — Григорий Левенфиш (71) — советский шахматист, международный гроссмейстер.
- 11 февраля — Александр Булышкин (67) — военный комиссар штаба Ленинградской армии народного ополчения, корпусной комиссар.
- 11 февраля — Пётр Михалицын (56) — Герой Советского Союза.
- 12 февраля — Эдмон Аппиа (66) — швейцарский дирижёр и музыковед.
- 14 февраля — Акакий Белиашвили — грузинский советский писатель и сценарист.
- 14 февраля — Леонид Тур (55) — советский драматург и киносценарист.
- 15 февраля — Авраам Михальски — немецкий раввин и учитель в Ортодоксальной еврейской религиозной общине Карлсруэ.
- 19 февраля — Рафал Яхимович (67) — литовский художник и скульптор.
- 20 февраля — Перси Грейнджер (78) — американский пианист, аранжировщик и композитор австралийского происхождения.
- 22 февраля — Евгений Костылёв (47) — Герой Советского Союза.
- 28 февраля — Андрей Москвин (60) — советский кинооператор, оператор-постановщик.

## Март
- 2 марта — Макарий (митрополит Варшавский) — епископ Польской и Русской православных церквей, митрополит Варшавский и всея Польши. Богослов.
- 2 марта — Акпер-ага Шейхульисламов (70) — азербайджанский государственный и общественно-политический деятель, член правительства Азербайджанской Демократической республики.
- 3 марта — Пауль Витгенштейн (73) — австрийский и американский пианист, брат философа Людвига Витгенштейна.
- 5 марта — Чарлз Гилберт Уотсон (81) — австралийский шахматист.
- 6 марта — Борис Вилькицкий (75) — русский гидрограф, геодезист, исследователь Арктики.
- 8 марта — Павел Швыдкой (54) — Герой Советского Союза.
- 9 марта — Пантелей Лавренов (46) — советский художник.
- 11 марта — Дмитрий Нагишкин (51) — русский советский писатель.
- 16 марта — Сергей Ионов (48) — Герой Советского Союза.
- 18 марта — Иван Голяков (72) — деятель советских органов прокуратуры и суда. председатель Верховного Суда СССР с 1938 по 1948.
- 21 марта — Менли Мусов (50) — Полный кавалер Ордена славы.
- 22 марта — Фёдор Кузнецов (62) — советский военачальник, генерал-полковник.
- 22 марта — Николай Массалитинов (81) — российский и болгарский театральный деятель, актёр, режиссёр, педагог.
- 23 марта — Валентин Бондаренко (24) — советский лётчик-истребитель, член первого отряда космонавтов СССР.
- 24 марта — Михаил (Галушко) — схиархимандрит Русской православной церкви, преподобноисповедник, местночтимый святой Украинской Православной Церкви.
- 27 марта — Моисей Новомейский (87) — горный инженер.

## Апрель
- 2 апреля — Евгений Фёдоров (64) — советский писатель.
- 3 апреля — Ниссон Шифрин (68) — российский театральный художник.
- 4 апреля — Леонид Булаховский (72) — украинский и российский лингвист.
- 5 апреля — Никита Дронов (60) — Герой Советского Союза.
- 7 апреля — Ванесса Белл (81) — британская художница и дизайнер, входившая в элитарную группу Блумсбери; старшая сестра классика английской литературы XX века Вирджинии Вулф.
- 9 апреля — Ахмет Зогу (65) — второй президент Албании с 1925 по 1928, король Албании с 1928 по 1939.
- 11 апреля — Александр Рабцевич (64) — советский партизан, руководитель отряда «Храбрецы», Герой Советского Союза.
- 13 апреля — Мария Фикачкова (24) — чехословацкая серийная убийца; повешена.
- 16 апреля — Евгений Николаенко (51) — советский лётчик-истребитель, генерал-лейтенант авиации, Герой Советского Союза.
- 18 апреля — Николай Каринцев (74) — русский российский и советский писатель.
- 18 апреля — Василий Нарыков (57) — русский, советский военачальник, контр-адмирал.
- 19 апреля — Гуломхайдар Гуломалиев (56) — советский таджикский музыкант, балетмейстер, хореограф и композитор. Народный артист СССР.
- 20 апреля — Адо Ваббе (69) — эстонский живописец, график и педагог.
- 25 апреля — Роберт Гарретт (85) — американский легкоатлет, двукратный чемпион и четырёхкратный призёр летних Олимпийских игр.
- 29 апреля — Симак Саакян (81) — советский политический деятель, председатель Верховного Совета Армянской ССР (1944-1961).
- 30 апреля — Назар Кризько — советский хозяйственный, государственный и политический деятель, Герой Социалистического Труда.
- 30 апреля — Перец Нафтали (73) — израильский политический деятель.

## Май
- 3 мая — Алексей Баранович — украинский советский историк, медиевист.
- 5 мая — Аглиулла Валишин (38) — Полный кавалер ордена Славы.
- 6 мая — Лучиан Блага (65) — румынский поэт, переводчик, драматург, журналист, одна из крупнейших фигур румынской культуры XX в.
- 6 мая — Степан Бендиков (53) — полковник Советской Армии.
- 6 мая — Михаил Ефремов (41) — старший сержант Рабоче-крестьянской Красной Армии, участник Великой Отечественной войны, Герой Советского Союза.
- 13 мая — Гэри Купер (60) — американский актёр, получивший два «Оскара» за лучшую мужскую роль (1941, 1952) и почётный «Оскар» за общий вклад в развитие американского кино (1961).
- 14 мая — Дмитрий Алфимов (44) — Герой Советского Союза.
- 14 мая — Лев Теслер (74) — российский кларнетист и педагог.
- 17 мая — Владимир Колпакчи (61) — советский военачальник, Герой Советского Союза, генерал армии.
- 17 мая — Семен Перевёрткин (55) — советский военачальник, генерал-полковник (1958), Герой Советского Союза.
- 18 мая — Вильо Вестеринен (54) — финский аккордеонист и композитор, четырёхкратный победитель конкурсов баянистов Скандинавии (в 1934, 1936, 1938 и 1939 годах).
- 19 мая — Василий Зайцев (50) — дважды Герой Советского Союза.
- 19 мая — Василий Книга (78) — советский военачальник, генерал-майор.
- 22 мая — Александр Селезнёв (54) — советский артист балета, педагог, народный артист Казахской ССР.
- 23 мая — Адела Панкхёрст (75) — британская и австралийская суфражистка, общественный и политический деятель.
- 23 мая — Павел Фофанов (52) — Полный кавалер ордена Славы.
- 25 мая — Иван Занин (46) — Герой Советского Союза.
- 26 мая — Макар Лукин (56) организатор авиационного моторостроения, хозяйственный деятель, генерал-майор инженерно-авиационной службы, Герой Социалистического Труда.
- 28 мая — Жумагали Саин (48) советский казахский поэт, писатель и переводчик, участник Великой Отечественной войны.
- 30 мая — Рафаэль Трухильо (69) — диктатор Доминиканской Республики в период с 1930 по 1961 годы; убит.
- 30 мая — Виктор Цивчинский (54) — Герой Советского Союза.
- 31 мая — Иван Киселёв (56) — Герой Советского Союза.
- 31 мая — Теме Сейко (38) — албанский военный, коммунист.

## Июнь
- 2 июня — Михаил Хруничев (60) — советский государственный деятель, министр авиационной промышленности СССР (1946—1953).
- 3 июня — Иван Прохоров (60) — советский военачальник, генерал-майор.
- 4 июня — Антонин Ладинский (65) — русский поэт «первой волны» эмиграции и автор популярных исторических романов о Римской империи, Византии и Киевской Руси.
- 5 июня — Геннадий Верхошанский (37) — Герой Советского Союза.
- 6 июня — Артур Мёдлингер (80) — лифляндский и латвийский прибалтийско-немецкий архитектор.
- 6 июня — Анушаван Тер-Гевондян (74) — армянский и советский композитор.
- 6 июня — Карл Юнг (85) — швейцарский психиатр, основоположник одного из направлений глубинной психологии — аналитической психологии.
- 8 июня — Павла Вульф (82) — российская советская актриса.
- 9 июня — Михаил Арутчян (63) — армянский советский художник и график.
- 10 июня — Екатерина Белокур (60) — мастер украинской народной декоративной живописи.
- 11 июня — Лука (Войно-Ясенецкий) (84) — архиепископ Симферопольский и Крымский. Лауреат Сталинской премии первой степени.
- 13 июня — Витаутас Кайрюкштис (70) — литовский живописец и искусствовед.
- 15 июня — Джулио Кабьянка (38) — итальянский автогонщик, пилот Формулы-1; погиб в ходе тестов.
- 19 июня — Павел Бляхин (74) — активный участник революционного движения и Гражданской войны в России, советский партийно-государственный деятель, писатель, сценарист.
- 19 июня — Николай Качалов (77) — химик-технолог, специалист в области оптического стекла.
- 23 июня — Николай Малько (78) — русский советский дирижёр.
- 25 июня — Эзра Ихилов (54) — израильский политик, депутат кнессета от партии Общих сионистов и Либеральной партии Израиля.
- 27 июня — Мухтар Ауэзов (63) — советский казахский писатель, драматург и учёный.
- 27 июня — Элен Дютриё (83) — бельгийский авиатор, одна из первых женщин-пилотов.
- 27 июня — Александр Коротков (51) — генерал-майор.
- 29 июня — Михаил Кальницкий (90) — генерал-лейтенант Генштаба, активный деятель белоэмиграции.
- 30 июня — Михаил Курнаков (61) — советский военно-морской деятель.
- 30 июня — Яков Фефилов (47) — Герой Советского Союза.

## Июль
- 1 июля — Ээро Сааринен (50) — финский и американский архитектор и дизайнер мебели.
- 1 июля — Янис Эндзелинс (88) — латышский языковед, доктор филологических наук, исследователь балтийских языков, специалист по сравнительному и историческому языкознанию.
- 2 июля — Эрнест Хемингуэй (61) — американский писатель, лауреат Нобелевской премии по литературе (1954).
- 4 июля — Яков Гречнев — русский оперный режиссёр, заслуженный артист УССР.
- 5 июля — Меир Зоар (51) — Главный военный прокурор Армии обороны Израиля.
- 5 июля — Людвик Флек (64) — польский ученый еврейского происхождения.
- 16 июля — Алексей Горобец (39) — участник Великой Отечественной войны, Герой Советского Союза.
- 16 июля — Яков Фишман (74) — российский революционер и политический деятель.
- 17 июля — Иван Филимонов (40) — участник Великой Отечественной войны, Герой Советского Союза.
- 17 июля — Ольга Форш (88) — русская советская писательница, автор исторических романов.
- 19 июля — Павел Бляхин (64) — советский государственный и партийный деятель, ответственный секретарь Костромского губернского комитета РКП(б) (1921).
- 19 июля — Михаил Мальченко (39) — лейтенант Советской Армии, участник Великой Отечественной войны, Герой Советского Союза.
- 21 июля — Георгий Александров (53) — советский политический деятель, министр культуры СССР (1954—1955).
- 22 июля — Эдуард фон Винтерштайн (89) — немецкий актёр театра и кино.
- 23 июля — Эстер Дейл (75) — американская актриса театра, кино и телевидения.
- 26 июля — Айзик Платнер — еврейский поэт и переводчик. Писал на идише.
- 29 июля — Борис Сибор (81) — российский и советский скрипач, музыкальный педагог, заслуженный артист Республики.
- 30 июля — Максим Антонюк (65) — советский военачальник, генерал-лейтенант.
- 30 июля — Павел Головко (35) — участник Великой Отечественной войны, Герой Советского Союза.
- 31 июля — Дмитрий Луканин — участник Великой Отечественной войны, Герой Советского Союза.

## Август
- 1 августа — Уне Бабицкайте-Грайчюнене (64) — литовская актриса театра и режиссёр, переводчица.
- 1 августа — Елена Конжукова (61) — советский учёный зоолог и палеонтолог, кандидат биологических наук.
- 2 августа — Александр Белецкий (76) — русский и украинский советский литературовед, академик АН СССР.
- 3 августа — Хильда Николас (76) — австралийская художница.
- 3 августа — Павел Соколов-Скаля (62) — советский живописец и график.
- 4 августа — Яков Кныш (43) — Полный кавалер Ордена Славы.
- 4 августа — Николай Тарасов (45) — участник Великой Отечественной войны. Герой Советского Союза.
- 10 августа — Джафар Хандан (50) — азербайджанский советский литературовед, критик, поэт.
- 11 августа — Антон Середа — украинский советский художник-график и мастер декоративно-прикладного искусства, педагог.
- 12 августа — Моисей Береговский (68) — советский музыковед и исследователь еврейского фольклора.
- 15 августа — Надежда Обухова (75) — русская и советская оперная певица.
- 17 августа — Михаил Салье (61) — переводчик, востоковед, автор первого перевода на русский язык сказок «Тысяча и одна ночь».
- 19 августа — Нури Алеев (63) — советский политический деятель, председатель Исполнительного комитета Кокчетавского областного Совета (1949-1950).
- 19 августа — Илья Березовский (70) — генерал-майор Советской Армии, участник Первой мировой, Гражданской, советско-польской и Великой Отечественной войн, дважды Краснознамёнец.
- 19 августа — Александр Игошев (45) — участник Великой Отечественной войны. Герой Советского Союза.
- 24 августа — Гюнтер Литфин (24) — немец, убитый при попытке побега из Восточного Берлина, одна из первых жертв, погибших при попытке преодолеть Берлинскую стену.
- 27 августа — Яков Бинович (62) — генерал-майор Советской Армии, участник Гражданской и Великой Отечественной войн.
- 29 августа — Григорий Тютюнник (41) — советский украинский писатель, поэт и прозаик.
- 30 августа — Владимир Петрушевский (70) — русский поэт.
- 31 августа — Василий Завгородний (49) — участник Великой Отечественной войны. Герой Советского Союза.

## Сентябрь
- 8 сентября — Александр Дьячков (39) — Полный кавалер Ордена Славы.
- 9 сентября — Никита Найдёнов (69) — российский и советский конькобежец и лётчик.
- 10 сентября — Вольфганг фон Трипс (33) — немецкий автогонщик, вице-чемпион Формулы-1 (1961); погиб в Гран-при Италии 1961 года вместе с 14 зрителями.
- 11 сентября — Николай Кричевский (62) — украинский советский живописец, график, сын живописца и архитектора Василия Кричевского.
- 11 сентября — Макс Циценовецкий (48) — советский спортсмен и тренер (русские шашки).
- 13 сентября — Иван Струков (49) — Герой Советского Союза.
- 13 сентября — Давид Тальников (79) — российский и советский театральный критик, историк театра, литературовед, журналист.
- 14 сентября — Владимир Антонов (38) — Герой Советского Союза.
- 16 сентября — Вольф Штерн — коммунист, член КПА. Майор РККА.
- 17 сентября — Аднан Мендерес (61 или 62) — турецкий политический деятель, премьер-министр Турции (1950—1960); повешен.
- 18 сентября — Даг Хаммаршёльд (56) — шведский поэт, журналист и эссеист, второй Генеральный секретарь Организации Объединённых Наций (с 10 апреля 1953), лауреат Нобелевской премии мира (1961); погиб в авиакатастрофе.
- 18 сентября — Ольга Перовская (59) — советская детская писательница.
- 19 сентября — Нури Алеев (63) — советский политический деятель, председатель Исполнительного комитета Кокчетавского областного Совета (1949-1950).
- 19 сентября — Иван Шпигунов (47) — Герой Советского Союза.
- 20 сентября — Михаил Саранча — Герой Советского Союза.
- 22 сентября — Мэрион Дэвис (64) — одна из величайших американских комедийных актрис немого кино.
- 23 сентября — Андрей Бондарев (60) — Герой Советского Союза.
- 23 сентября — Александр Касьянов (55) — архитектор, градостроитель.
- 25 сентября — Густав Блаха (73) — австрийский футболист, нападающий. Участник летних Олимпийских игр 1912 года.
- 26 сентября — Бюльбюль (64) — азербайджанский народный и оперный певец (тенор), один из основоположников азербайджанского национального музыкального театра, педагог, народный артист СССР.
- 26 сентября — Болеслав Чарнявский (63) — советский и польский военачальник, генерал-полковник артиллерии.
- 27 сентября — Хильда Дулитл (75) — американская поэтесса, основательница имажизма, известная под псевдонимом Х. Д.
- 28 сентября — Сергей Иванов (40) — лейтенант авиации, участник Великой Отечественной войны, Герой Советского Союза, лишён всех званий и наград в связи с осуждением.
- 28 сентября — Николай Салтыков (89) — русский математик и механик.
- 30 сентября — Александр Брянцев (78) — советский российский актёр,театральный режиссёр, педагог.

## Октябрь
- 1 октября — Иван Долгих (57) — советский политический деятель, министр внутренних дел Казахской ССР (1949-1951), генерал-лейтенант.
- 2 октября — Ефим Белостоцкий (68) — украинский советский скульптор.
- 2 октября — Николай Шпанов (65) — русский советский писатель, сценарист.
- 2 октября — Пятрас Римша (79) — литовский скульптор, медальер, график.
- 3 октября — Йожеф Грёс (73) — католический прелат.
- 4 октября — Исаак Рабинович (67) — театральный художник.
- 4 октября — Вениамин (Федченков) (81) — епископ Русской церкви.
- 7 октября — Павел Алёшин (81) — известный русский и советский архитектор и педагог.
- 7 октября — Борис Пигаревич (63) — советский военный деятель, Генерал-полковник.
- 8 октября — Моше Змора (72) — 1-й Председатель Верховного Суда Израиля.
- 11 октября — Франц Перхорович (67) — советский военачальник, Герой Советского Союза, генерал-лейтенант.
- 12 октября — Прокофий Стренаков (44) — Герой Советского Союза.
- 13 октября — Майя Дерен (44) — американский режиссёр независимого кино, хореограф, этнограф, теоретик авангарда.
- 14 октября — Вальтер Порциг (66) — немецкий филолог.
- 21 октября — Василий Белокосков (63) — советский военачальник, генерал-полковник.
- 26 октября — Никифор Боронин (60) — Герой Советского Союза.
- 27 октября — Герман Маландин (66) — советский военачальник, генерал армии, профессор.
- 31 октября — Огастес Джон (83) — английский художник-постимпрессионист.

## Ноябрь
- 2 ноября — Афанасий Кострикин (47) — Герой Советского Союза.
- 3 ноября — Александр Шатов (62) — актёр театра и кино, народный артист РСФСР.
- 6 ноября — Василий Андреев (41) — советский офицер, участник Великой Отечественной войны, командир взвода разведки 667-го стрелкового полка 218-й стрелковой дивизии 47-й армии Воронежского фронта, Герой Советского Союза.
- 6 ноября — Малкольм Макартур (79) — австралийский регбист, чемпион летних Олимпийских игр 1908 года в составе команды Австралазии.
- 6 ноября — Рачия Нерсесян (65) — актёр театра и кино, лауреат Сталинской премии второй степени (1941), народный артист СССР (1956).
- 7 ноября — Николай Арчаков (48) — Герой Советского Союза.
- 7 ноября — Николай Баранов (72) — генерал-лейтенант инженерных войск.
- 8 ноября — Владимир Смоленский (60) — русский поэт «первой волны» эмиграции.
- 8 ноября — Павел Шихов (52) — Герой Советского Союза.
- 9 ноября — Мамекбай Бисопанов (55) — советский государственный и партийный деятель, 1-й секретарь Кустанайского областного комитета КП(б) Казахстана (1938).
- 11 ноября — Василий Каменский (77) — русский поэт-футурист, один из первых русских авиаторов.
- 11 ноября — Юозас Тислява (59) — литовский поэт, переводчик, журналист; считался литовским Маяковским.
- 15 ноября — Николай Максимов (81) — капитан первого ранга российского флота.
- 15 ноября — Элси Фергюсон (78) — американская актриса.
- 18 ноября — Сафтар Джафаров (61) — советский государственный и партийный деятель, председатель Президиума Верховного Совета Азербайджанской ССР (1959-1961).
- 18 ноября — Эдуард Тиссэ (64) — советский кинооператор.
- 18 ноября — Сергей Шапшал (88) — караимский филолог, ориенталист, доктор филологических наук, профессор.
- 22 ноября — Николай Чекменёв (55) — советский писатель, основоположник русской литературы в Киргизии.
- 24 ноября — Тенгиз Кандинашвили (39) — грузинский советский актер театральный режиссёр.
- 25 ноября — Иван Леднёв (51) — Герой Советского Союза.
- 26 ноября — Пётр Берестов (62) — советский военный деятель, генерал-майор. Герой Советского Союза.
- 26 ноября — Александр Гольденвейзер (86) — русский пианист, педагог, композитор, музыкальный писатель и общественный деятель, Народный артист СССР (1946), ректор Московской консерватории (1922—1924 и 1939—1942).
- 26 ноября — Михаил Ралдугин (58) — Герой Советского Союза.
- 29 ноября — Михаил Таубе (92) — российский юрист-международник, историк, государственный деятель.
- 30 ноября — Тимофей Егоров (41) — Герой Советского Союза.
- 30 ноября — Сэмюэл Земюррэй (84) — американский бизнесмен и филантроп.

## Декабрь
- 1 декабря — Сергей Денисенко (40) — подполковник Советской Армии, участник Великой Отечественной войны, Герой Советского Союза.
- 1 декабря — Менахем Орен — израильский, ранее польский, шахматист и математик.
- 2 декабря — Илья Котов (49) — Герой Советского Союза.
- 6 декабря — Герман Матвеев (57) — русский писатель.
- 10 декабря — Альберт Бахрих (62) — австрийский композитор. .
- 12 декабря — Иван Бабкин (47) — Герой Советского Союза.
- 12 декабря — Виктор Карпов (47) — Герой Советского Союза.
- 13 декабря — Николай (Ярушевич) (69) — епископ Русской Церкви.
- 15 декабря — Юсиф Мамедалиев (55) — азербайджанский химик. Доктор химических наук, академик АН Азербайджанской ССР, президент АН АзССР.
- 17 декабря — Григорий Линьков (62) — Герой Советского Союза.
- 18 декабря — Василий Агиенко (58) — участник Великой Отечественной войны, полный кавалер ордена Славы.
- 19 декабря — Адальберт Виркхаус (81) — эстонский композитор и дирижёр.
- 20 декабря — Эрл Кристмас Графтон Пейдж (81) — австралийский государственный деятель, премьер-министр Австралии (1939).
- 21 декабря — Лев Галкин (53) — деятель ВЧК — ОГПУ — НКВД, начальник Управления КГБ по Хабаровскому краю (1954-1961), генерал-майор.
- 23 декабря — Винченцо Гальди (90) — итальянский фотограф и модель.
- 25 декабря — Отто Лёви (88) — австрийско-немецко-американский фармаколог, лауреат Нобелевской премии по физиологии и медицине в 1936 году (совместно с сэром Генри Дейлом).
- 26 декабря — Александр Титов (83) — русский химик, политический деятель, предприниматель.
- 27 декабря — Анри Делож (87) — французский легкоатлет, двукратный серебряный призёр летних Олимпийских игр 1900.
- 27 декабря — Александр Казаков (61) — Герой Советского Союза.

## Дата неизвестна или требует уточнения
- Конец июля — Ян Рокотов (33) — знаменитый советский валютчик и фарцовщик; расстрелян по приговору суда.